# Ali Bolagh
Pour les articles homonymes, voir Ali Bolaghi.
Ali Bolagh (en persan : علي بلاغ, également romanisé en ‘Alī Bolāgh ; aussi appelé ‘Ālī Bolāghī, علي بلاغي) est un village de la province de Kermanshah, en Iran. Il est rattaché à la préfecture de Sonqor.
Lors du recensement de 2006, le village compte 114 habitants, répartis en 21 familles.